# Eric Hilgendorf

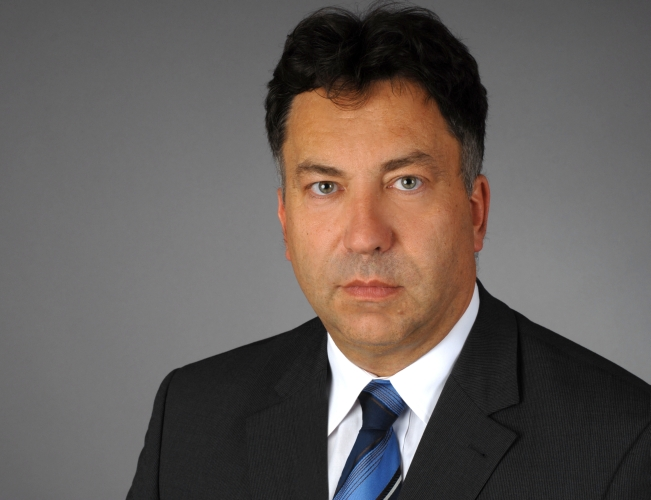
Eric Hilgendorf (2011)

Eric Andreas Hilgendorf (* 3. Dezember 1960 in Stuttgart) ist ein deutscher Jurist und Rechtsphilosoph. Er ist Inhaber des Lehrstuhls für Strafrecht, Strafprozessrecht, Rechtstheorie, Informationsrecht und Rechtsinformatik an der Julius-Maximilians-Universität Würzburg.

## Leben
Nach dem Abitur in Ansbach 1980 studierte Hilgendorf an der Universität Tübingen Philosophie, Neuere Geschichte, Religionswissenschaften und Rechtswissenschaft. Er schloss die Fächer Philosophie und Geschichte mit einer Magisterarbeit zur „Entwicklungsgeschichte der parlamentarischen Redefreiheit in Deutschland“ ab. Die Promotion in Philosophie erfolgte 1990 mit einer Studie über „Argumentation in der Jurisprudenz“. 1992 wurde er mit einer Arbeit über „Strafrechtliche Produzentenhaftung in der Risikogesellschaft“ im Fach Jura promoviert. 1997 habilitierte er sich für die Fächer Strafrecht, Strafprozessrecht und Rechtsphilosophie mit der Schrift „Zur Abgrenzung von Tatsachenaussagen und Werturteilen im Strafrecht“. Nach der Habilitation in Tübingen war Hilgendorf von 1997 bis 2001 Professor für Strafrecht an der Universität Konstanz, zwischen 1999 und 2001 zugleich als Dekan. Seit 2001 lehrt er an der Julius-Maximilians-Universität Würzburg. Von Oktober 2010 bis September 2012 war er Dekan der Juristischen Fakultät der Universität Würzburg.
Seit 2018 ist Hilgendorf Mitglied des Direktoriums des Bayerischen Forschungsinstituts für Digitale Transformation (bidt), 2019 wurde er zum Mitglied der Deutschen Akademie der Technikwissenschaften (acatech) gewählt.

## Tätigkeiten
Hilgendorfs Hauptarbeitsgebiete sind das Medizin- und Biostrafrecht, der Rechtsvergleich (Rechtsvergleichung) und das Recht der Digitalisierung, insbesondere das Computer- und Internetstrafrecht. Daneben engagiert er sich im Bereich der juristischen Grundlagenforschung (Rechtsphilosophie, Rechtstheorie, Bioethik, Geschichte des juristischen Denkens und Strafrechtsgeschichte) und der Rechtsdidaktik. Hilgendorf gehört zu den Pionieren des E-Learning in der Jurisprudenz; 2005–2009 war er Mitglied der Programmkommission der Virtuellen Hochschule Bayern (vhb).
Hilgendorf ist u. a. Mitglied der Internationalen Juristenkommission, der deutschen Strafrechtslehrervereinigung, der Gesellschaft für Analytische Philosophie, des wissenschaftlichen Beirats der Humanistischen Akademie Deutschland sowie der Giordano Bruno Stiftung und Korrespondent der Hans-Kelsen-Gesellschaft (Wien). Mehrfach hat er den deutschen Bundestag und die Bundesregierung in Fragen des Medizinstrafrechts, der Internetkriminalität und der Digitalen Transformation beraten. Seit 2020 ist er Direktoriumsmitglied des Hans-Albert-Instituts.
Mit Jan C. Joerden (Frankfurt/Oder) und Felix Thiele (Bad Neuenahr/Ahrweiler) war Hilgendorf 2009/2010 Leiter einer international zusammengesetzten Forschergruppe am Zentrum für interdisziplinäre Forschung (ZiF) in Bielefeld.
2008 bis 2012 war Hilgendorf Sprecher des Würzburger Zentrums für rechtswissenschaftliche Grundlagenforschung. Er gründete im Verbund mit weiteren Fachbereichen das Würzburger Universitätsprojekt „Globale Systeme und interkulturelle Kompetenz“ (GSIK) und stand diesem von 2008 bis 2014 als Projektsprecher vor. In diesem Lehrprojekt geht es darum, Studierenden aller Fakultäten die Fähigkeiten zu vermitteln, im interkulturellen Kontext kompetent zu handeln und handeln zu wollen. Hilgendorf legt als Vertreter seines Fachbereichs im GSIK-Projekt einen Schwerpunkt auf Kompetenzen, interkulturell bedingte Konflikte als solche zu erkennen, zu analysieren und (im Idealfall) zu lösen. Damit in engem Zusammenhang stehen zahlreiche rechtsvergleichende und internationale Projekte.
Er engagiert sich stark im Bereich der juristischen Entwicklungspartnerschaft mit der Türkei, Zentralasien (v. a. Aserbaidschan, Mongolei) und Ostasien (China, Korea, Japan). 2013 wirkte Hilgendorf als Gastprofessor an der Juristischen Fakultät der Peking-Universität, wo ihm die Ehrenprofessur verliehen wurde. 2014 war Hilgendorf Gastprofessor an der Hebrew University in Jerusalem. Sehr enge Kontakte pflegt er auch mit Kollegen aus Lateinamerika und den USA, letzteren vor allem im Zusammenhang mit dem Recht der Digitalisierung.
2010 gründete Hilgendorf in Würzburg die inzwischen mehrfach prämierte Forschungsstelle RobotRecht, welche sich mit den Rechtsfragen autonomer Systeme in Industrie, Straßenverkehr und Privatleben beschäftigt. Dazu gehören Fragen der zivil- und strafrechtlichen Haftung ebenso wie Fragen des Datenschutzes und der Zulassung zum Straßenverkehr. Im von der EU seit 2013 geförderten Forschungsprojekt „AdaptIVe“, in dem es um die Entwicklung automatisiert fahrender Fahrzeuge geht, ist er Leiter der europaweiten juristischen Forschungsgruppe. Seit 2014 wirkt Hilgendorf am „Runden Tisch“ des Bundesverkehrsministeriums zum automatisierten Fahren mit. 2016 wurde er als Mitglied in die neugeschaffene Ethikkommission für das automatisierte Fahren berufen.
Ebenfalls 2010 gründete Hilgendorf zusammen mit Genlin Liang (Peking-Universität China) den chinesisch-deutschen Strafrechtslehrerverband (CDSV), dessen Ziel es ist, den akademischen Austausch zwischen beiden Ländern zu fördern. Der Verband gehört inzwischen zu den bekanntesten Institutionen der juristischen Zusammenarbeit zwischen Deutschland und China.
Hilgendorf war im Februar 2017 Gründungsbeirat des Instituts für Weltanschauungsrecht (ifw), das sich für säkulare Rechtspolitik einsetzt.
Seit Juni 2018 ist Hilgendorf Mitglied der neu geschaffenen „High-Level Expert Group on Artificial Intelligence“ der EU.

## Publikationen (in Auswahl)

### Monographien und Lehrbücher
- Argumentation in der Jurisprudenz. Zur Rezeption von analytischer Philosophie und kritischer Theorie in der Grundlagenforschung der Jurisprudenz, Berlin 1991 (zugleich:  Tübingen, Univ., Diss., 1990).
- Die Entwicklungsgeschichte der parlamentarischen Redefreiheit in Deutschland, Frankfurt am Main 1991.
- Hans Albert zur Einführung, Hamburg 1997.
- dtv-Atlas Recht. Bd. 1: Grundlagen, Staatsrecht, Strafrecht, München 2003, 2. Aufl. 2008, 3. Aufl. 2012.
- dtv-Atlas Recht. Bd. 2: Verwaltungsrecht, Zivilrecht, München 2008.
- Computer- und Internetstrafrecht. Ein Grundriss, 2. Aufl. Berlin 2012 (zusammen mit Brian Valerius).
- Strafrecht Besonderer Teil, 3. Aufl. Bielefeld 2015 (zusammen mit Gunther Arzt, Ulrich Weber und Bernd Heinrich).
- Strafrecht Allgemeiner Teil, 2. Aufl. München 2015 (zusammen mit Brian Valerius).
- Medizinstrafrecht. Rechtliche und ethische Grundfragen, München 2016.

### Herausgeberschaft
- Wissenschaftlicher Humanismus. Texte zur Moral- und Rechtsphilosophie des frühen logischen Empirismus, Freiburg 1998.
- Die deutschsprachige Strafrechtswissenschaft in Selbstdarstellungen, Berlin 2010.
- Ostasiatisches Strafrecht, Tübingen 2010.
- Festschrift für Wolfgang Heinz zum 70. Geburtstag, Baden-Baden 2012 (zusammen mit Rudolf Rengier).
- Handbuch Rechtsphilosophie, Stuttgart 2016 (zusammen mit Jan Joerden).
- Autonome Systeme und neue Mobilität, Baden-Baden 2016.
- Die Idee subjektiver Rechte. De Gruyter, Berlin 2020, ISBN 978-3-11-070391-7 (zusammen mit Benno Zabel).